# Golf von Castellammare
Koordinaten: 38° 10′ N, 12° 55′ O
Der Golf von Castellammare (italienisch Golfo di Castellammare) ist eine natürliche Meeresbucht im Nordwesten Siziliens. Durch seine hohen Küstenberge unterscheidet er sich grundlegend von den weitgehend flachen Küstenregionen im Westen der Insel.

## Lage
Der Golf von Castellammare erstreckt sich westlich von Palermo zwischen den Kaps Capo Rama und Capo San Vito nahe den Gemeinden Terrasini (Metropolitanstadt Palermo) und San Vito Lo Capo (Provinz Trapani). Nach vorne öffnet sich die weite Bucht zum Tyrrhenischen Meer. Hauptort und Namensgeber der Bucht ist die Gemeinde Castellammare del Golfo (Provinz Trapani). Die höchste Erhebung der Region ist mit 1110 m s.l.m. der Monte Sparagio bei Scopello.

## Namensgeschichte
Der Namensursprung ist nicht eindeutig geklärt. Anzunehmen ist, dass die Bucht zunächst nach Segesta, in der Antike lange Zeit die bedeutendste Stadt am Golf, benannt war. Überliefert sind die lateinischen Bezeichnungen Sinus Segestanus und Sinus Aegestanus.
Um 300 v. Chr. wird in der Alexandra des Lykophron zum ersten Mal ein Ort namens Longuro erwähnt. Wahrscheinlich ist er wie das mächtige Segesta eine Gründung der Sikanen und Elymer. Aufgrund der Lage auf dem von drei Seiten unerreichbaren Monte Bonifato wird Longuro die Punischen Kriege gut überstanden haben. Als die Römer bald darauf Sizilien zu ihrer Kornkammer erkoren, wandelte sich das Leben dort. Um geeignete Böden für die Landwirtschaft vorzufinden, musste das Volk ins Tal ziehen. Longuro auf dem Berg wurde aufgegeben, stattdessen entstand am Fuß des Berges der neue Ort Longarico. Funde lassen darauf schließen, dass arabische Siedler die Gegend später neu bevölkerten und ihren Ort Alqahm oder Alqamah nannten.
Der französische Kartograph Guillaume Delisle dokumentiert die Siedlung auf seiner Karte des antiken Sizilien von 1714 als Locaricum sive Longaricum – und die Bucht als Sinus Longuri sive Longaricus. In seiner ca. 1717 von Joachim Ottens in Amsterdam publizierten „neuen Karte“ Insulæ et regni Siciliæ novissima tabula ist der Golf als Golfo di Castela Mare bezeichnet. Segesta ist verschwunden und fast exakt an die Stelle von Longarico ist Alcamo getreten.

## Wirtschaft im 21. Jahrhundert
Blickt man am Hafen von Castellammare del Golfo nach rechts und links ergeben sich zwei völlig verschiedene Landschaftsbilder: Die östliche Seite ist flach und von einem Sandstreifen gesäumt. Im Westen dagegen ragen Küstenberge empor, die oft bis ans Meer reichen. Im Scheitelpunkt des Golfs von Castellammare floriert die Wirtschaft. Nicht ganz so rosig stellt es sich im Hinterland und an der Ostspitze dar. Diese Regionen werden seit 2001 durch Fördermittel unterstützt.

### Wirtschaftsförderung
Die am 2. März 2001 gegründete Gesellschaft Sviluppo del Golfo wird ihre Laufzeit am 31. Dezember 2020 beenden. Bis dahin fördert ihr Gebietsabkommen Patto Territoriale Golfo di Castellammare, eine Vereinbarung zwischen diversen lokalen Behörden und Vertretern der Sozial- und Wirtschaftspartner, die lokale Entwicklung des Golfs von Castellammare. Gesellschafter sind die Gemeinden des Golfs und der Umgebung, verschiedene Konsortien, die Banca Don Rizzo und der Industrieverband der Provinz Trapani. Hauptanteilseigner ist die Gemeinde Alcamo.
Im Jahr 2010 wurde zudem die Lokale Aktionsgruppe GAL Golfo di Castellammare ins Leben gerufen. Verschiedene Kommunen, Wirtschaftsunternehmen, Verbände und Berufsverbände waren beteiligt, um einen lokalen Entwicklungsplan für das Gebiet des Golfs von Castellammare umzusetzen. Dazu gehörten ursprünglich die Systematisierung und Förderung des ländlichen Tourismusangebots, die Beteiligung des gesamten Gebiets an der Tourismuswirtschaft und die Unterstützung landwirtschaftlicher Betriebe.
GAL-Gemeinden
Das Gebiet der Gruppo di Azione Golfo di Castellammare hat eine Fläche von 335,75 km² und eine Bevölkerung von 119.263 Einwohnern (Stand 31. Dezember 2011). Die Aufgabenschwerpunkte der GAL haben sich in den letzten zehn Jahren gewandelt. Heute liegen sie bei der Förderung des nachhaltigen Tourismus, der Entwicklung und Innovation lokaler Produktionssysteme (Lebensmittel, Forstwirtschaft, Handwerk, Fertigung) und der sozialen Eingliederung von benachteiligten Bevölkerungsgruppen. Folgende 8 Gemeinden gehören zum Territorium der GAL:
Alcamo: Die Gemeinde Alcamo liegt an den Hängen des Monte Bonifato auf 258 m Seehöhe. Mit dem Badeort Alcamo Marina erstreckt sie sich bis zur Küste des Golfs von Castellammare. Alcamo gilt als „Stadt des Weins und der Kunst“. Stolz blickt sie auf die Weingärten der Umgebung, ihre Burg und zahlreiche Paläste und Kirchen.
Balestrate: Gelegen im Zentrum des Golfs von Castellammare punktet die Gemeinde Balestrate vor allem mit ihrem Strand. Neben dem Sommertourismus ist Wein eine Einkommensquelle für die Bewohner. Der Ort liegt im Tal des Flusses Cataldo, dahinter erhebt sich der Monte Ferricini.
Borgetto: Das Städtchen Borgetto liegt am Hang eines Hügels auf 290 m Seehöhe gegenüber der Conca d’Oro. Von hier aus genießt man einen weiten Blick über den Golf von Castellammare. Das Wappen der Gemeinde weist einen Turm auf, ein Hinweis auf die Herkunft des Ortsnamens aus dem griechischen „burgos“ (Burg, Kastell).
Cinisi: Der Ort Cinisi liegt am Fuße des Pizzo Corvo. In dem hügeligen Gebiet wachsen Zitronen und Orangen, Oliven und die Früchte des Johannisbrotbaums. Zur Gemeinde Cinisi gehört auch der Flughafen von Palermo auf der Landspitze Punta Raisi.
Partinico: Partinico ist nach Alcamo die zweitgrößte Kommune der GAL. Der Ort liegt in der Ebene an den Hängen des Monte Gradara im Tal des Flusses Nocella und ist ein wichtiges landwirtschaftliches Zentrum. Im Städtischen Museum (Museo Civico) sind zahlreiche Steingeräte aus vorgeschichtlicher Zeit ausgestellt.
Terrasini: Terrasini reicht bis an die Küste des Golfs von Castellammare heran. Der Name leitet sich wahrscheinlich von Terra Sinus, Land am Golf, ab. Die Einwohner arbeiten hauptsächlich in der Landwirtschaft, in der Fischerei und im Tourismus. Ein besonderes Highlight ist die abwechslungsreiche Museumslandschaft.
Trappeto: Trappeto ist wie Terrasini und Balestrate ein Küstenort im Osten des Golfs von Castellammare. Seine Strände ziehen im Sommer zahlreiche Touristen an. Neben dem Badetourismus ist die Fischerei eine wichtige Einnahmequelle, der lokale Fischmarkt noch reich bestückt. Vor der Küste liegen bunte Korallenriffe.
Ustica: Die einzige Insel im Verband der Lokalen Aktionsgruppe liegt weit außerhalb des Golfs von Castellammare, ist aber von Palermo aus gut angebunden. Die Lage Usticas spricht für reiche Fischgründe, der fruchtbare Boden für eine ertragreiche Landwirtschaft. Besucher kommen vor allem wegen der artenreichen Unterwasserwelt, der bunt bemalten Häuser, des bronzezeitlichen Dorfes I Faraglioni und der Meeresgrotten Grotta Azzurra und Grotta delle Barche.

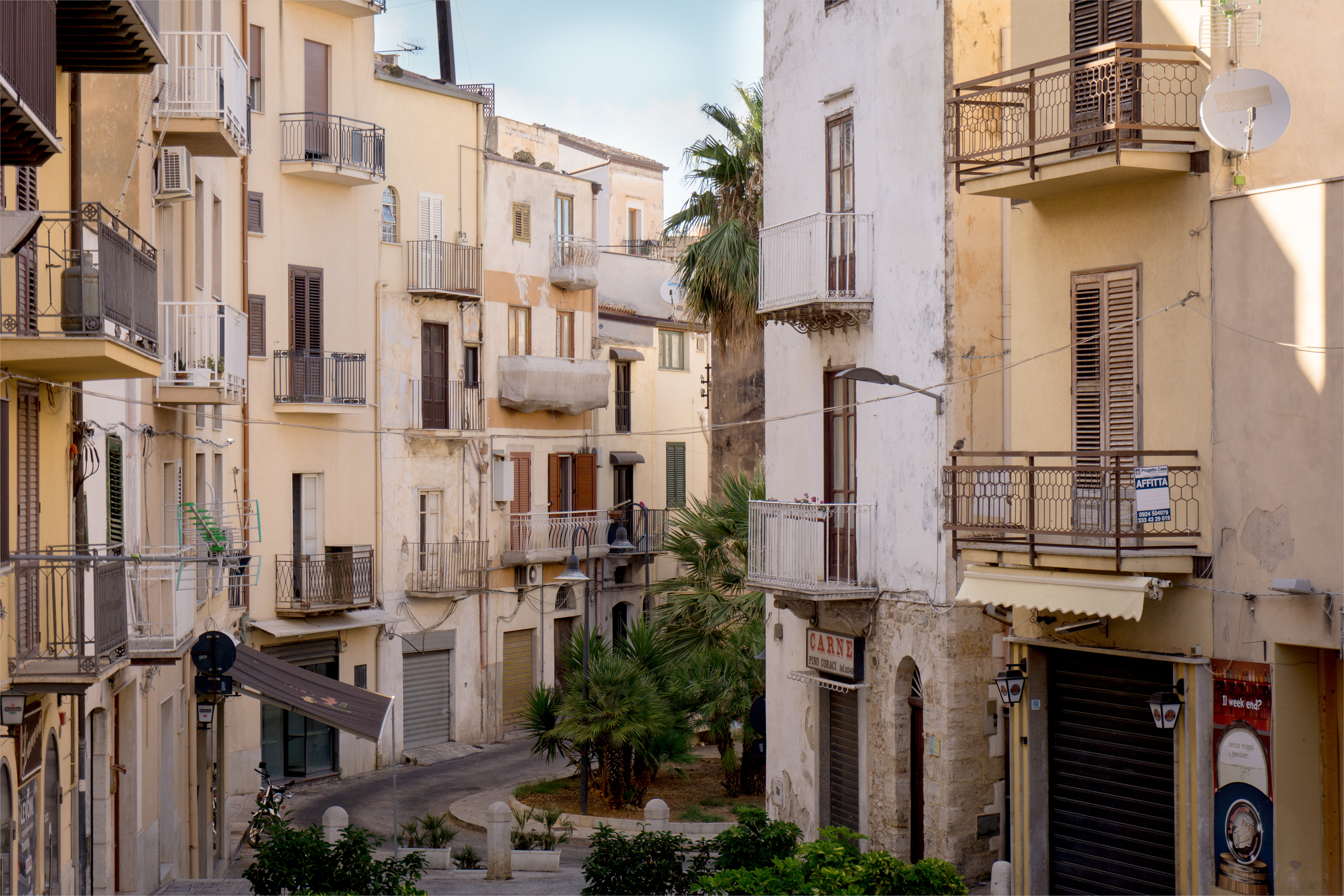
Alcamo: Altstadt
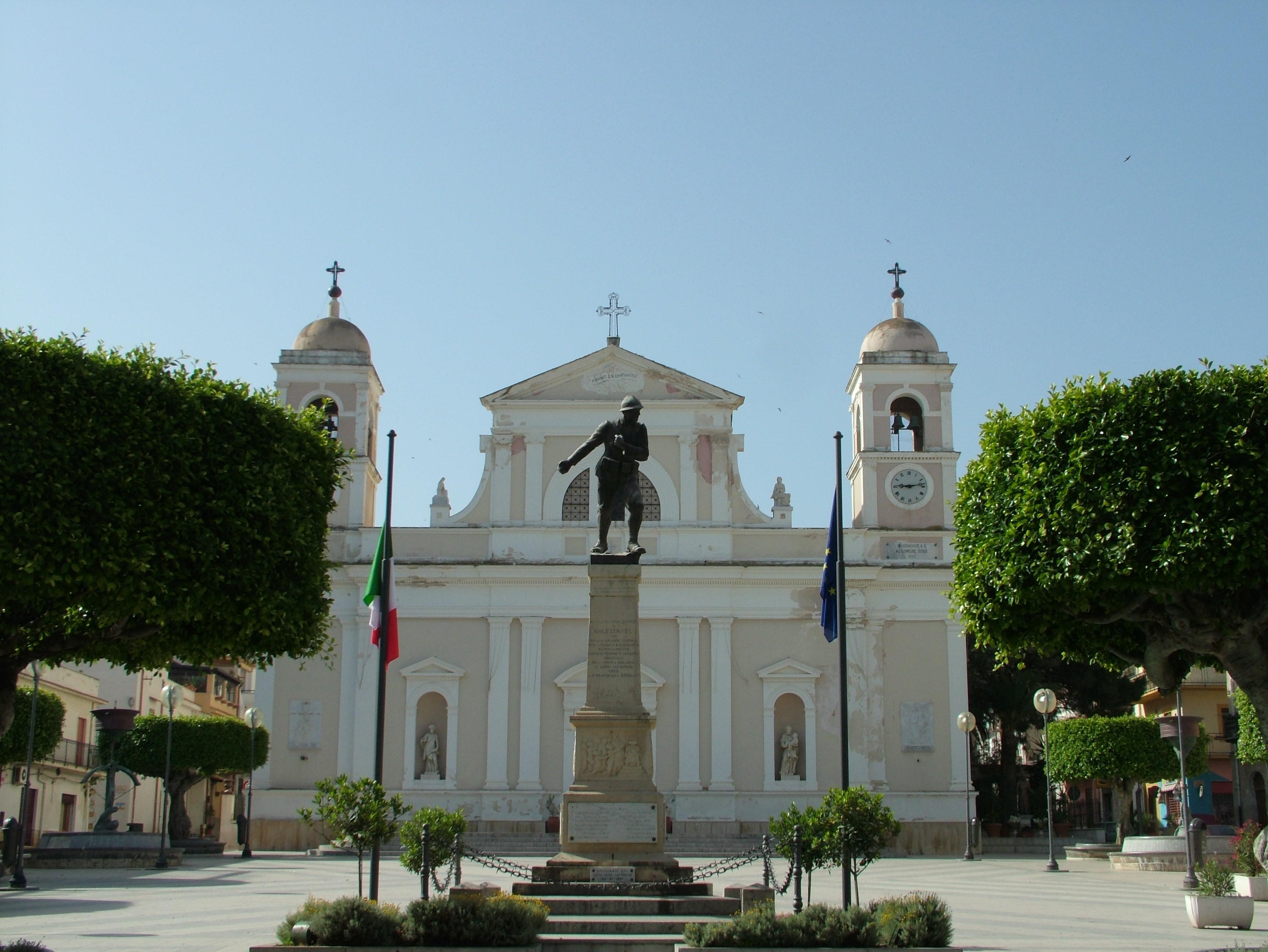
Balestrate: Pfarrkirche
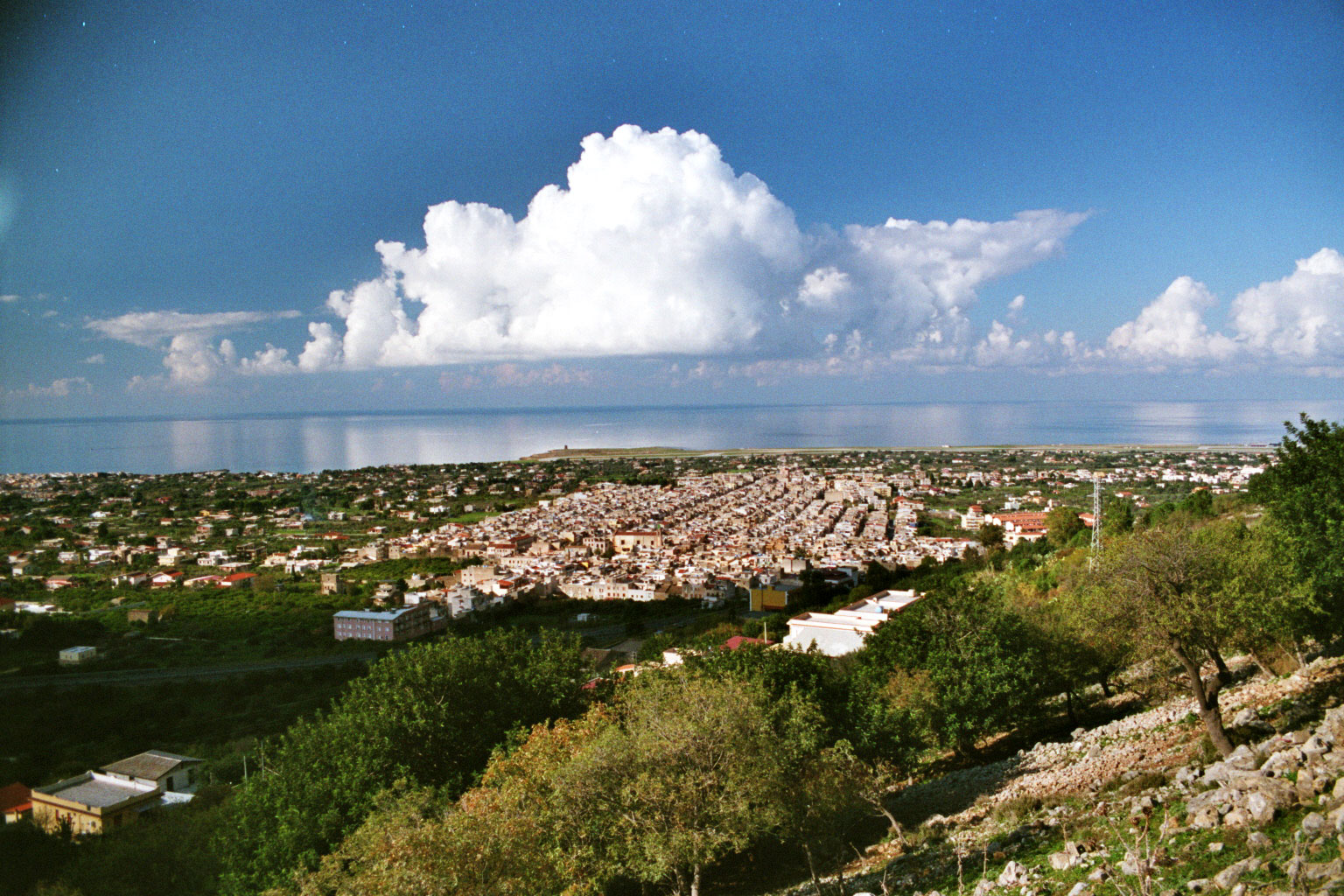
Cinisi: Blick in die Ebene
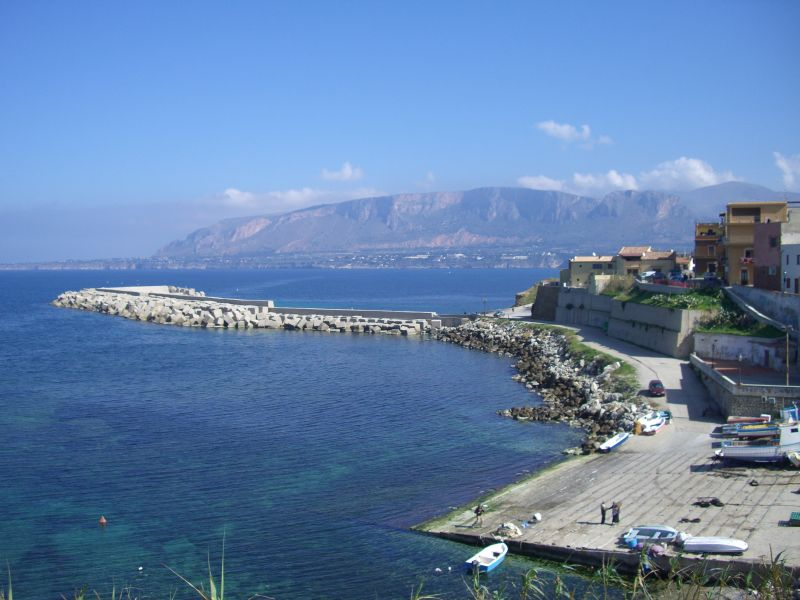
Trappeto: Fischerhafen
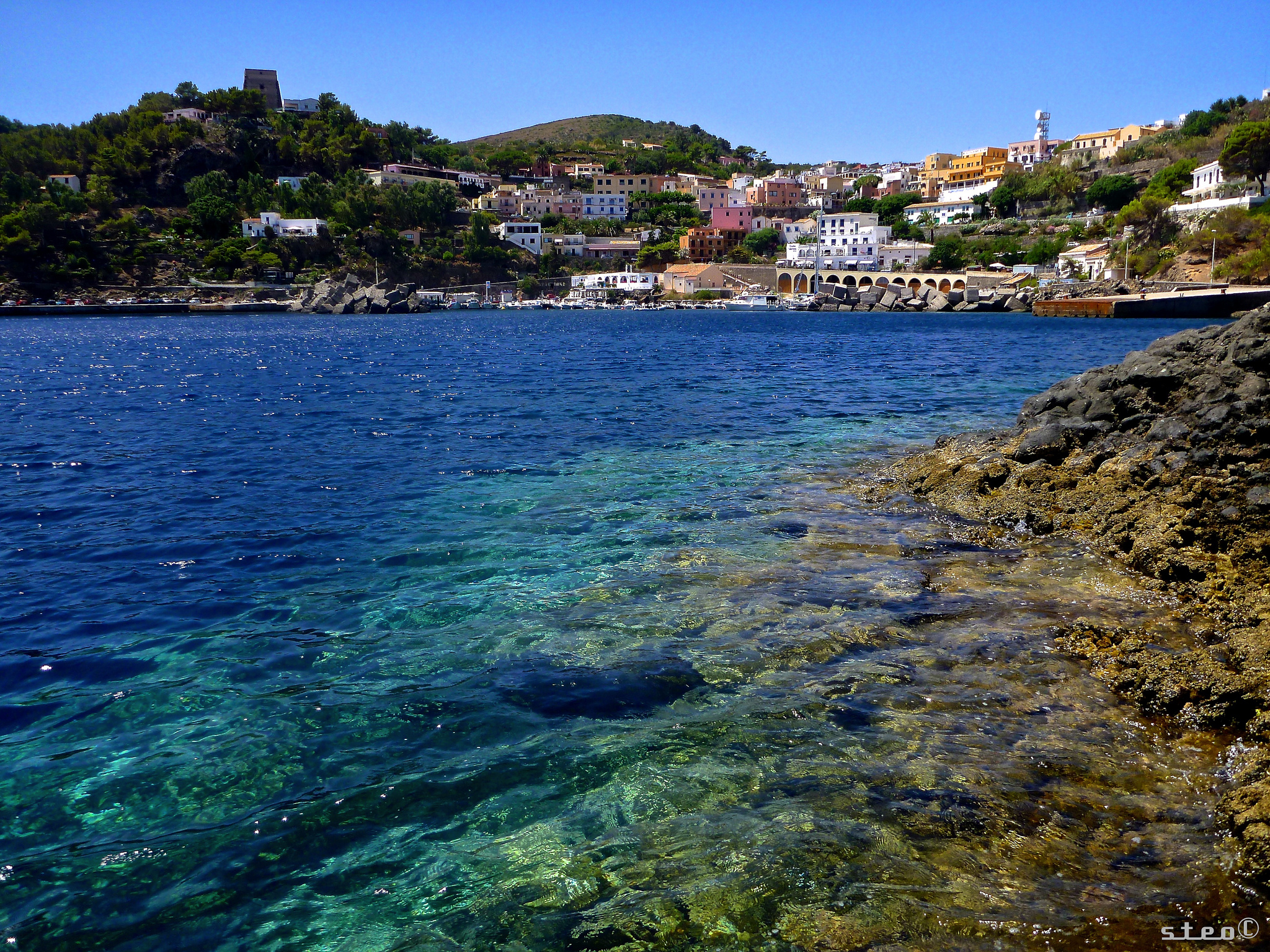
Ustica: der Ort auf der gleichnamigen Insel

### Hotspots
Vor allem im Scheitelpunkt des Golfs sind die Gemeinden nicht auf eine Förderung der Lokalen Aktionsgruppe angewiesen. Fischerei, Warenumschlag und insbesondere der Tourismus sichern der Bevölkerung ein ausreichendes Einkommen.

#### Orte
Castellammare del Golfo: Die Namensgeberin des Golfs von Castellammare ist zugleich geografisches und wirtschaftliches Zentrum der Region. Dank der günstigen Lage und ebensolcher Verkehrsverbindungen werden hier die Erzeugnisse der Region umgeschlagen. So ist die Kleinstadt denn auch keineswegs vom Tourismus abhängig, stattdessen noch weitgehend vom Alltagsleben der Fischer und Händler bestimmt. Wahrzeichen Castellammares ist ein Kastell, das als Castello a mare noch bis in die 1980er-Jahre vom Meer umspült wurde.
Scopello: Im Sommer ist die beschauliche Fraktion der Stadt Castellammare del Golfo nicht wiederzuerkennen – wenn Horden von Touristen durch die Gassen strömen. Scopello hat aber auch einiges zu bieten: spektakuläre Klippen (faraglioni), eine der ältesten Thunfischfabriken Siziliens (tonnara) und einen Eingang zum Naturpark Zingaro.
San Vito Lo Capo: Umgeben von den schier endlosen Stränden des Golfs im Norden, der Bergkette Monte Monaco im Osten, den steilen Felsklippen der Scogliera di Salinella im Westen und der Riserva Naturale dello Zingaro im Süden, ist der Badeort San Vito Lo Capo bei Naturfreunden, Kletterern und Sonnenhungrigen gleichermaßen beliebt. Außerhalb des Ortes wird Land- und Fischwirtschaft betrieben, am Monte Sparagio auch Marmor abgebaut.

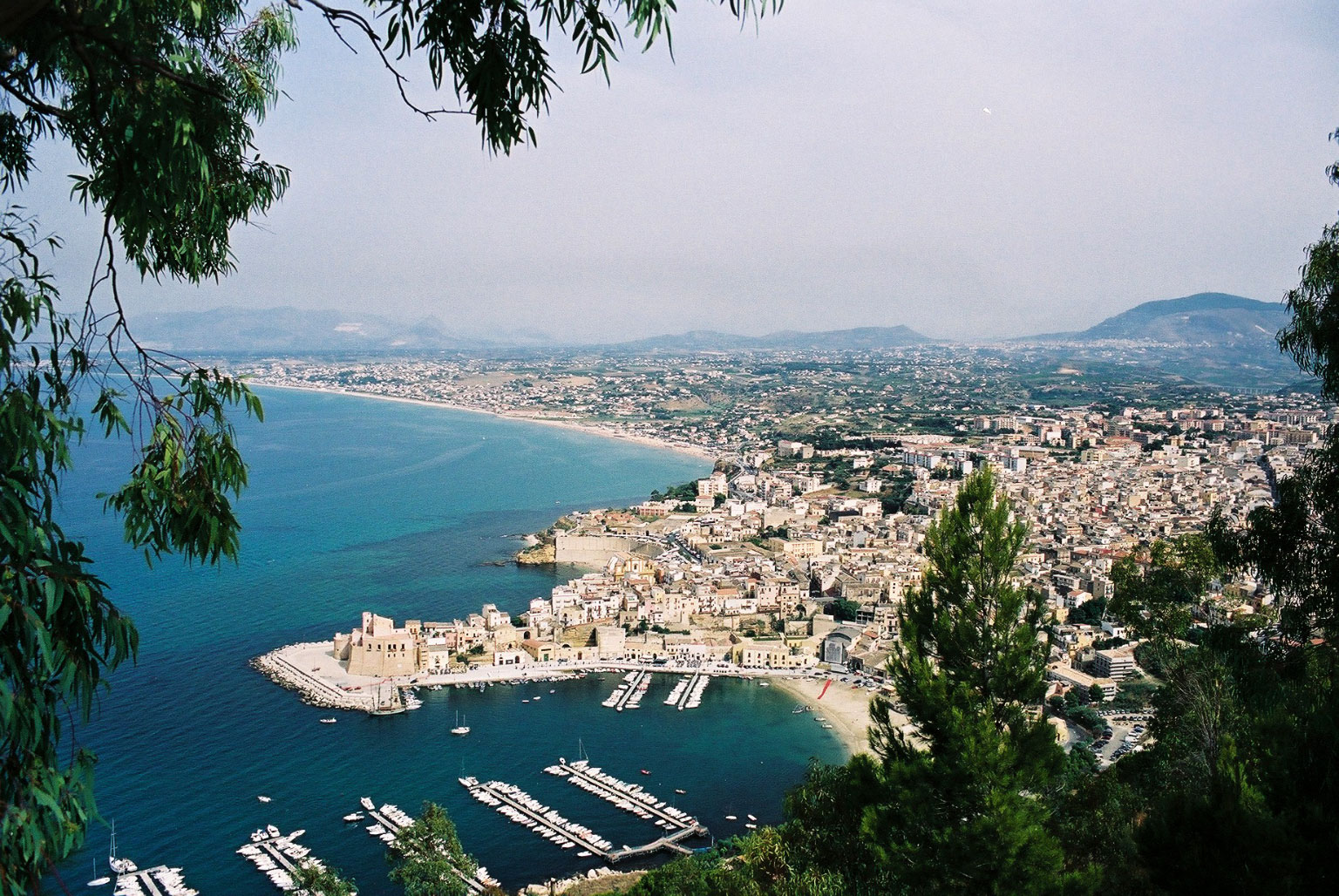
Castellammare del Golfo
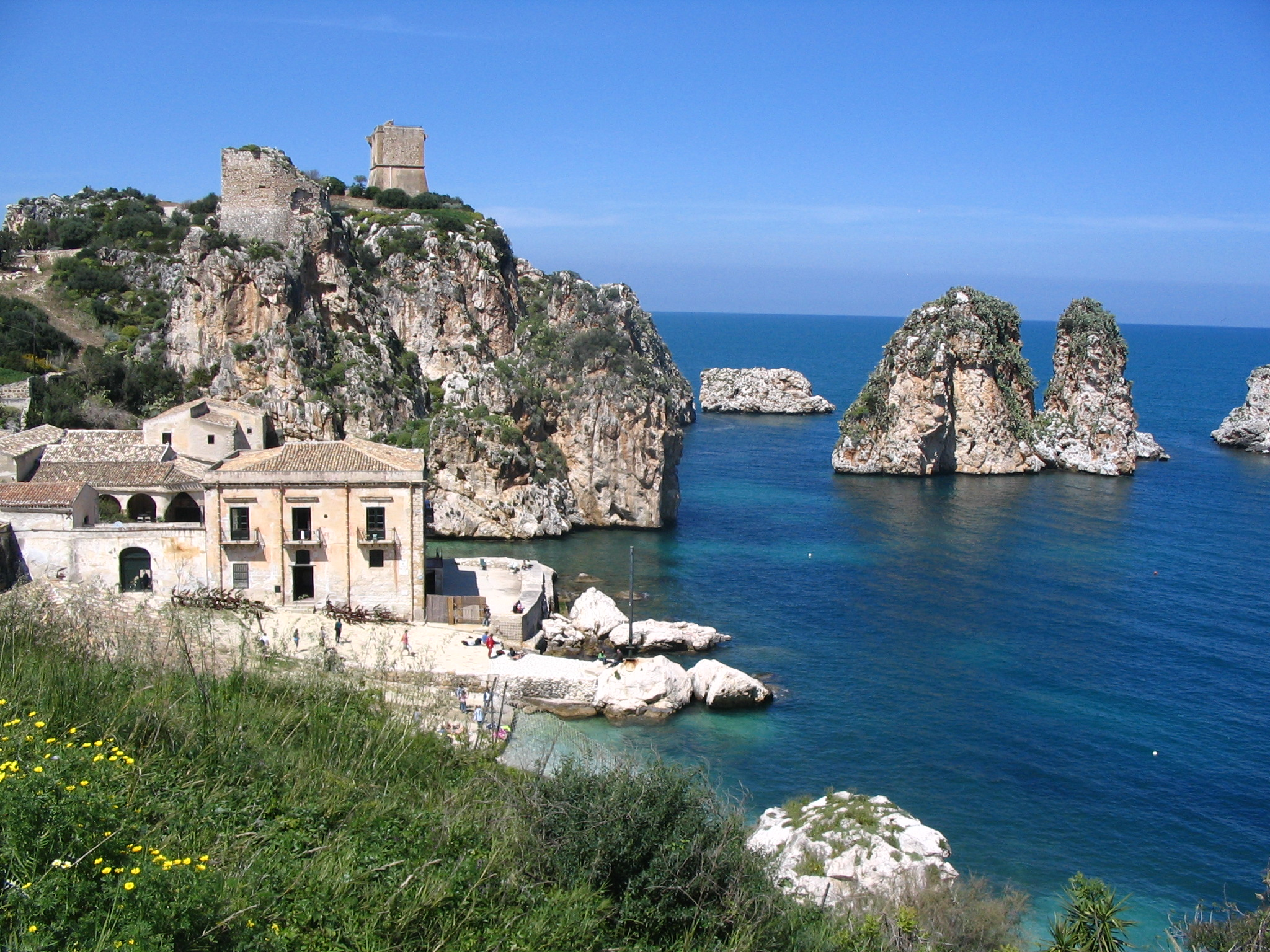
Scopello: Faraglioni und tonnara
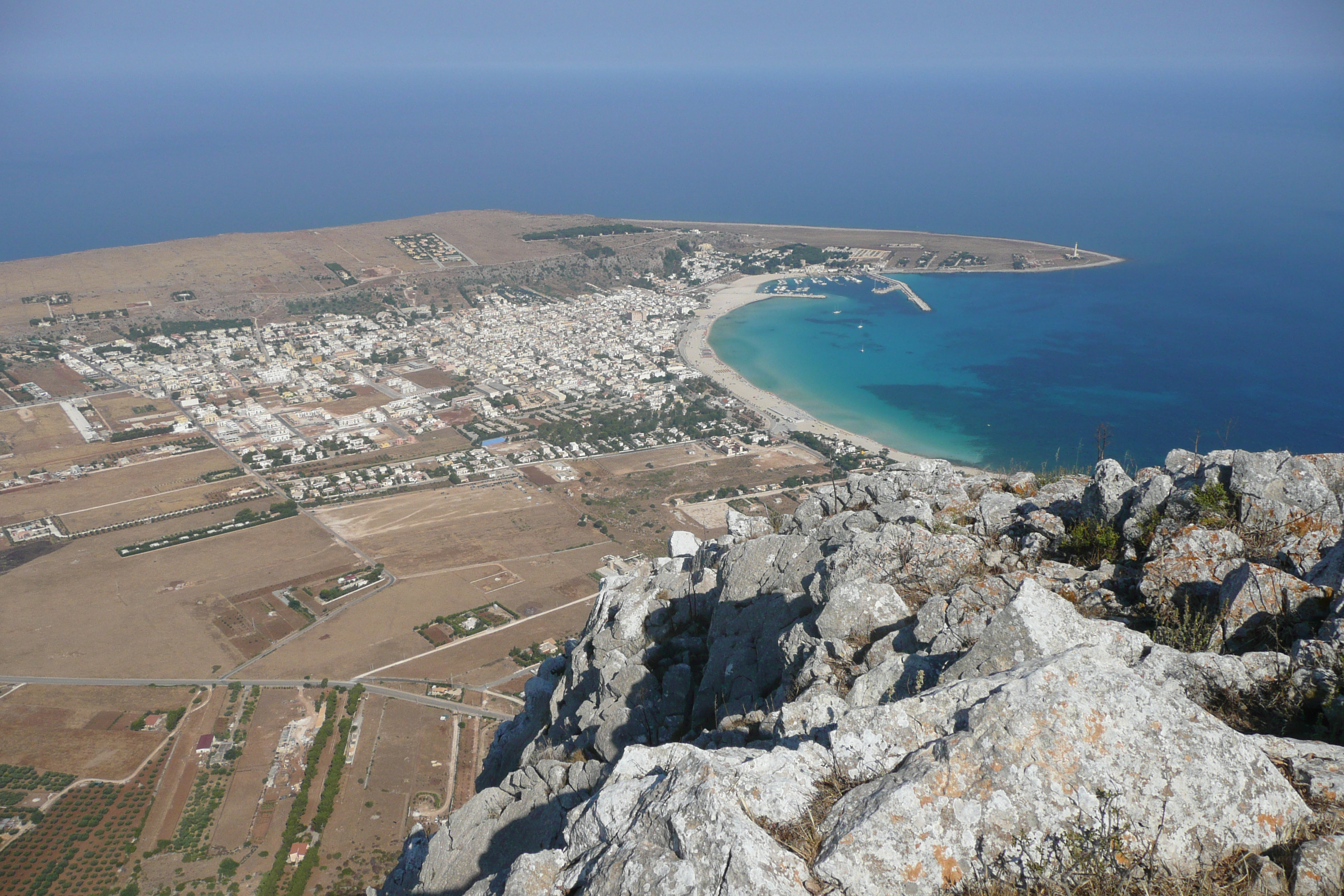
San Vito Lo Capo – Blick vom Monte Monaco

#### Naturreservate
Naturreservat Zingaro (ital. Riserva Naturale orientata dello Zingaro): Im ältesten Naturreservat Siziliens leben mit Stachelschweinen, Füchsen und Fledermäusen nur wenige Säugetierarten. Vögel, darunter auch einige seltene Greifvogelarten, sind jedoch zahlreich anzutreffen. Die Pflanzenwelt kennt Zwergpalmen, Orchideen und etwa 700 weitere Arten. Für den Rundweg muss man etwa 5 Stunden einkalkulieren.
Naturreservat Capo Rama (ital. Riserva Naturale orientata Capo Rama): Deutlich weniger bekannt ist das im Jahr 2000 eingerichtete Naturreservat an der gegenüberliegenden Seite der Bucht. Es ist sehr viel kleiner, bietet neben der Fauna und Flora aber viele Fossilien und Höhlen. Über allem wacht die Ruine des Küstenturms Torre di Capo Rama auf der Spitze.

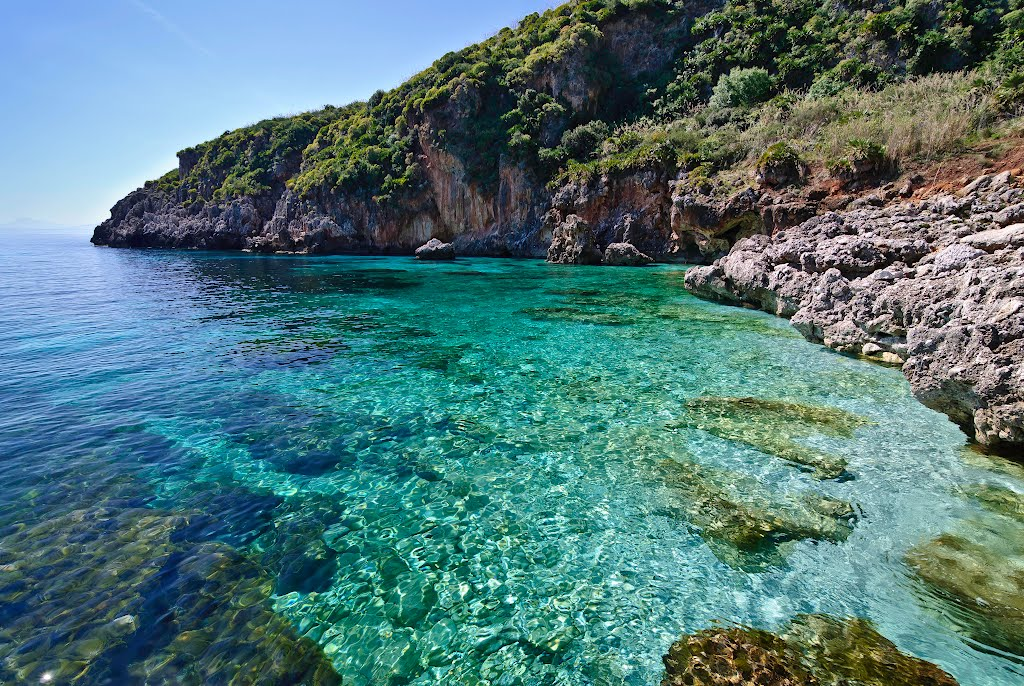
Auf dem Weg durch das Naturreservat Zingaro
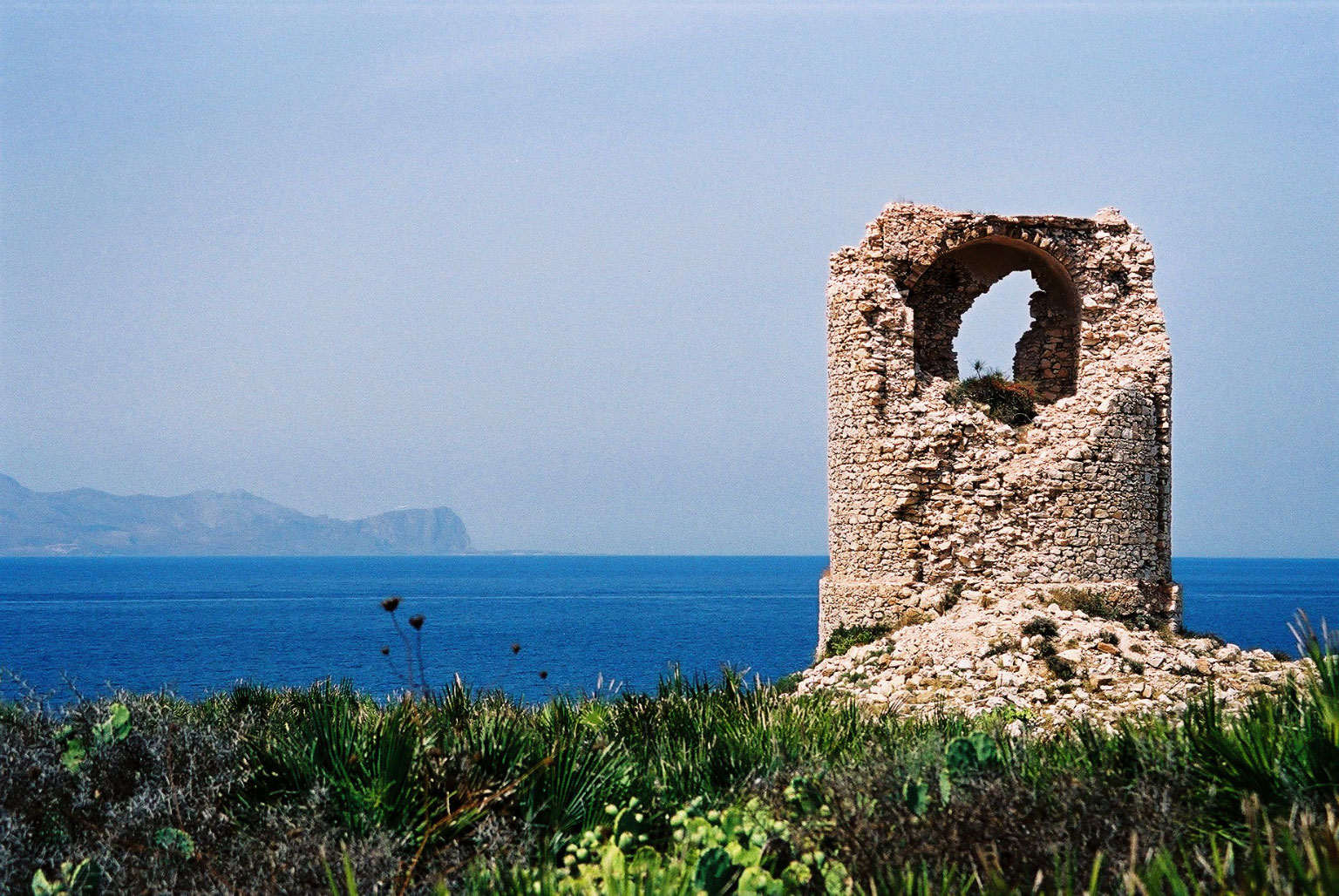
Küstenturm am Capo Rama
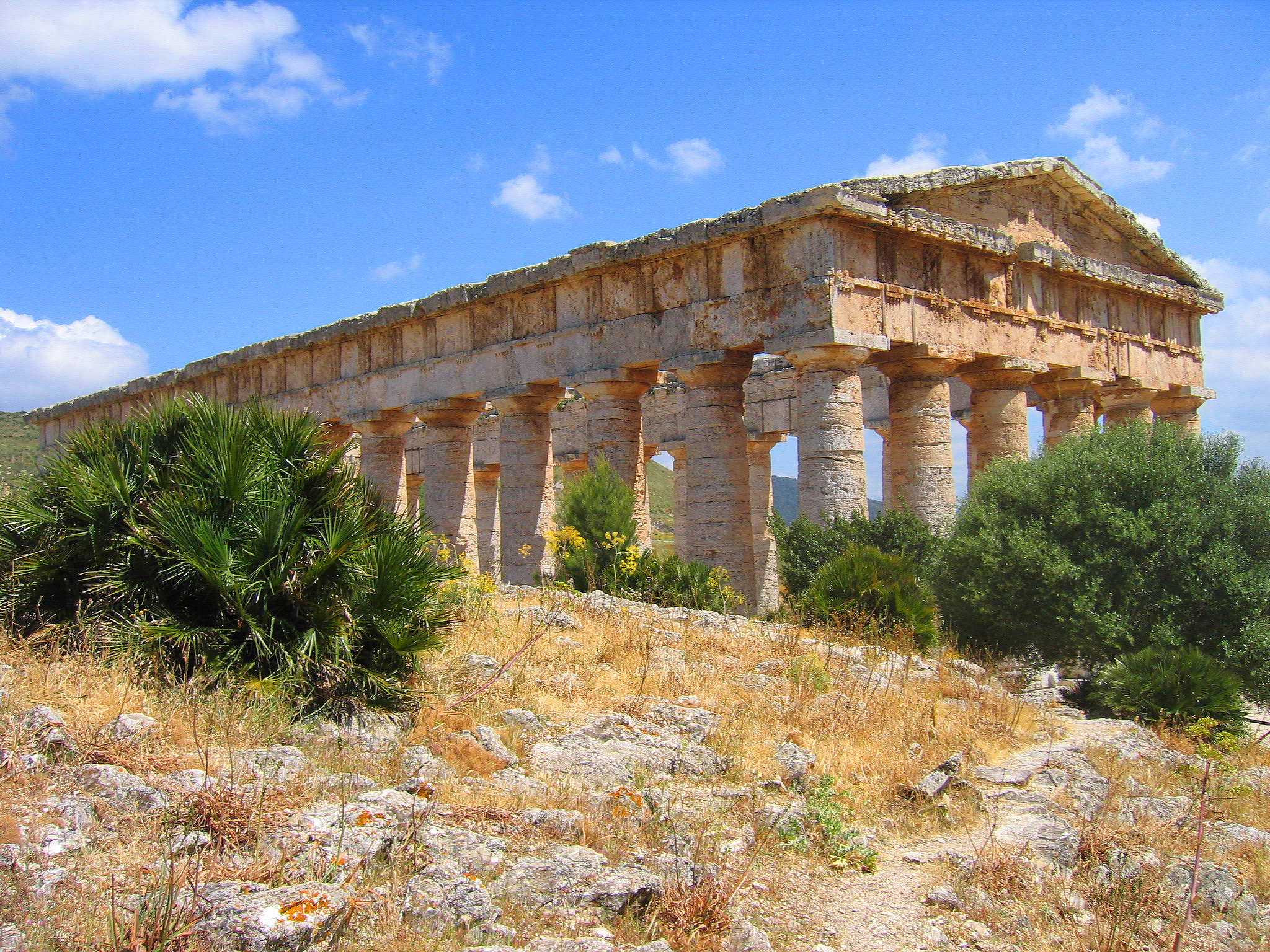
Hera-Tempel in Segesta

#### Antike Stadt Segesta
Segesta liegt auf dem Gebiet der Gemeinde Calatafimi: Einige erhaltene Grundmauern lassen erahnen, wie groß die Elymer-Stadt einst gewesen sein muss. Zwei sehr sehenswerte Bauwerke locken jährlich viele Tausende Besucher an: das griechische Theater und der nie zu Ende gebaute ionische Hera-Tempel.

#### Strände
Die Strände am Golf von Castellammare zeichnen sich durch goldenen und weißen Sand aus. Zwischen Capo Rama und Capo San Vito erstrecken sich insgesamt ca. 360 km2 Strand.

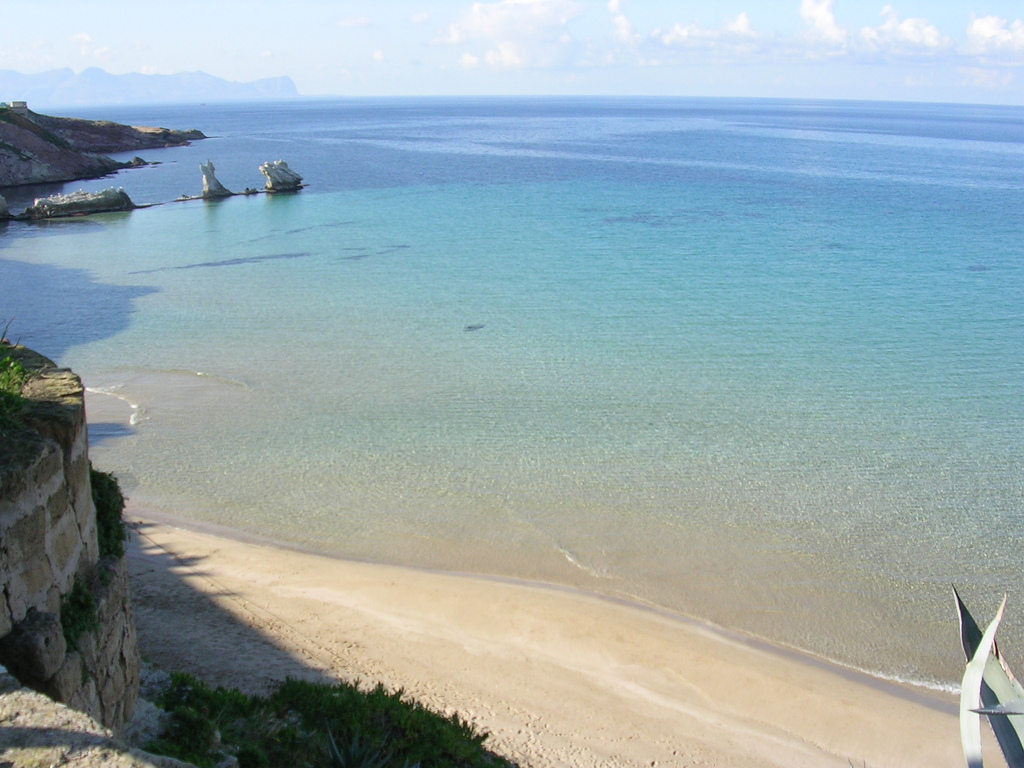
Strand von Terrasini
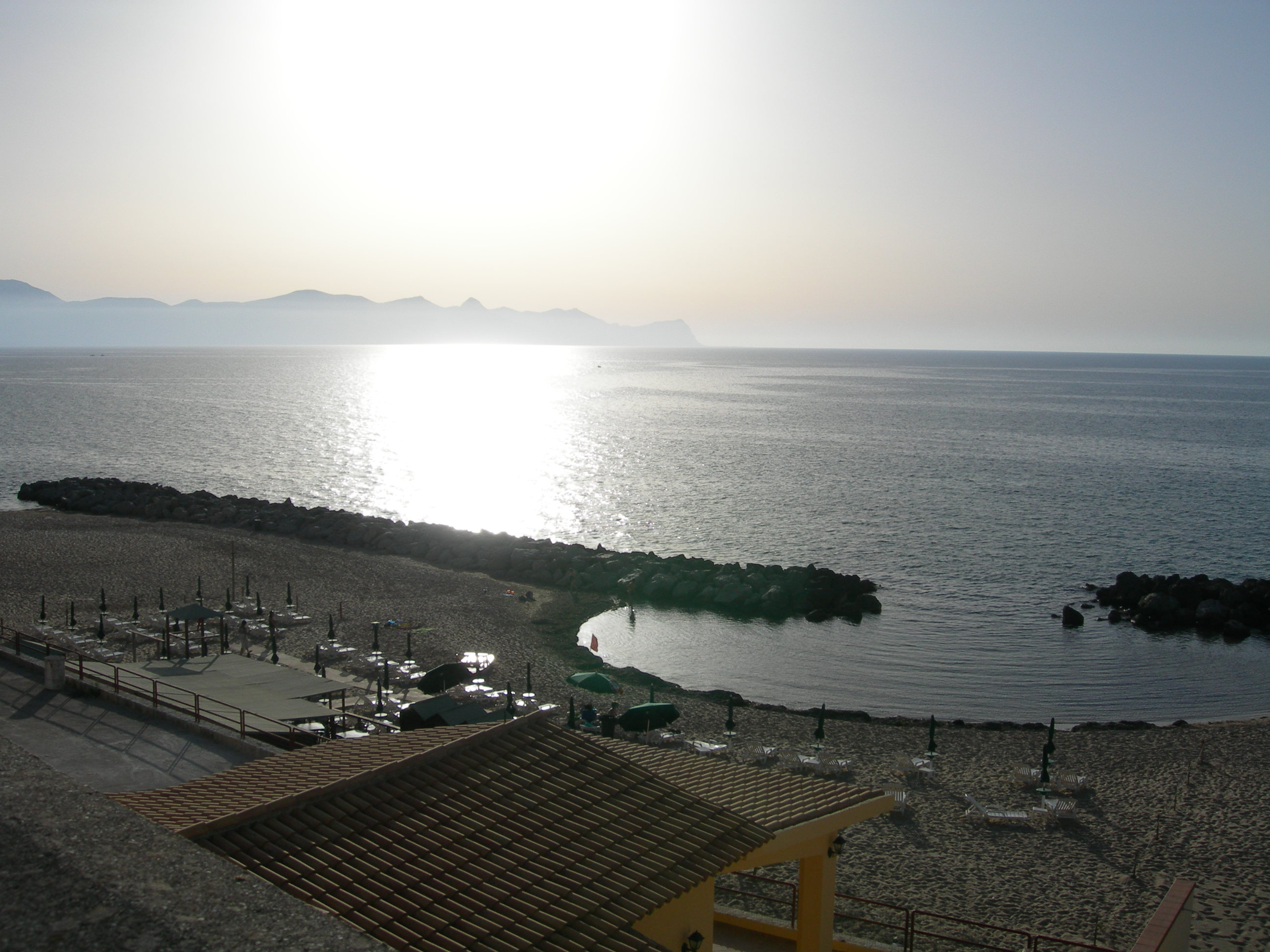
Strand von Trappeto
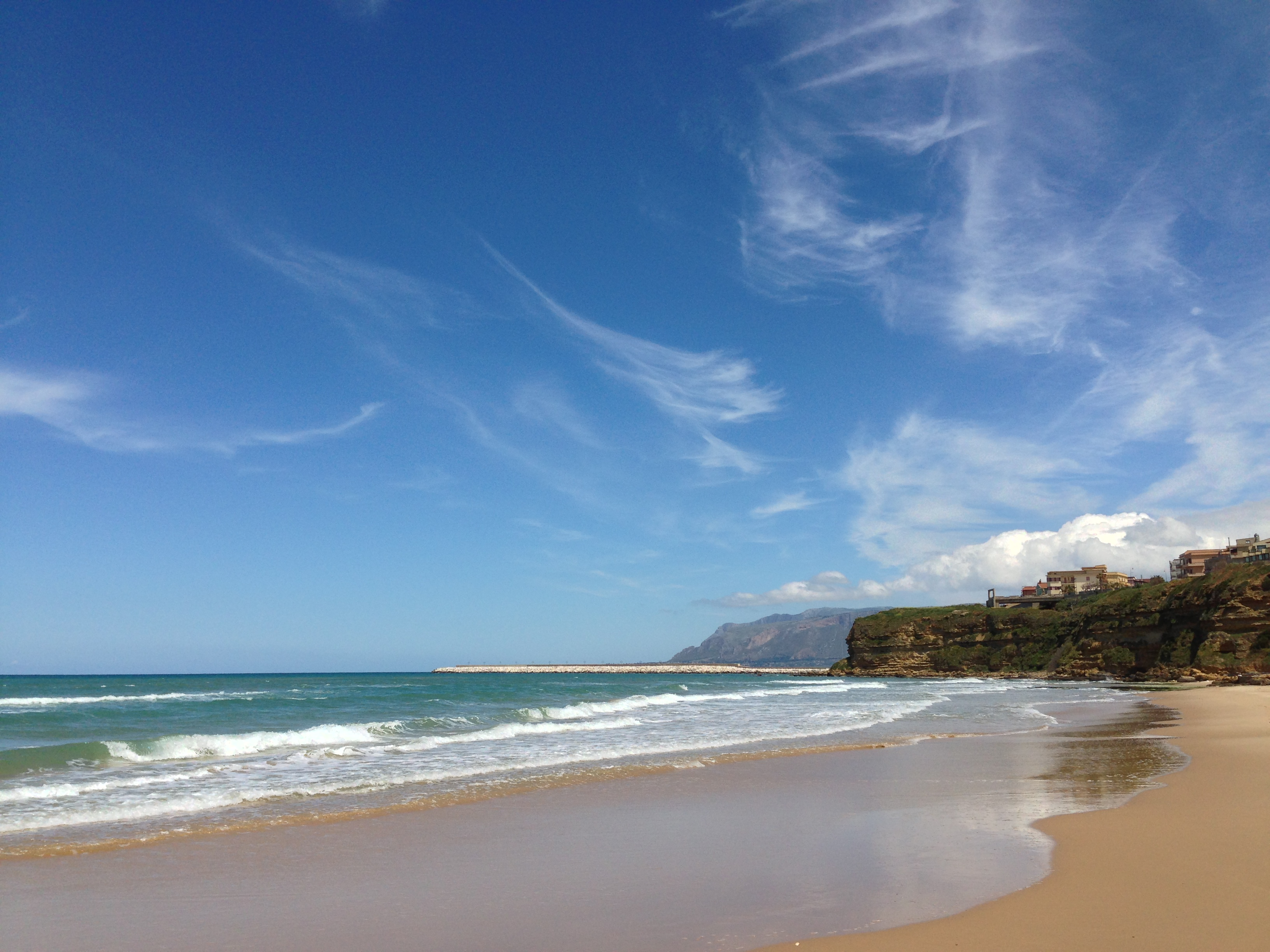
Strand von Balestrate
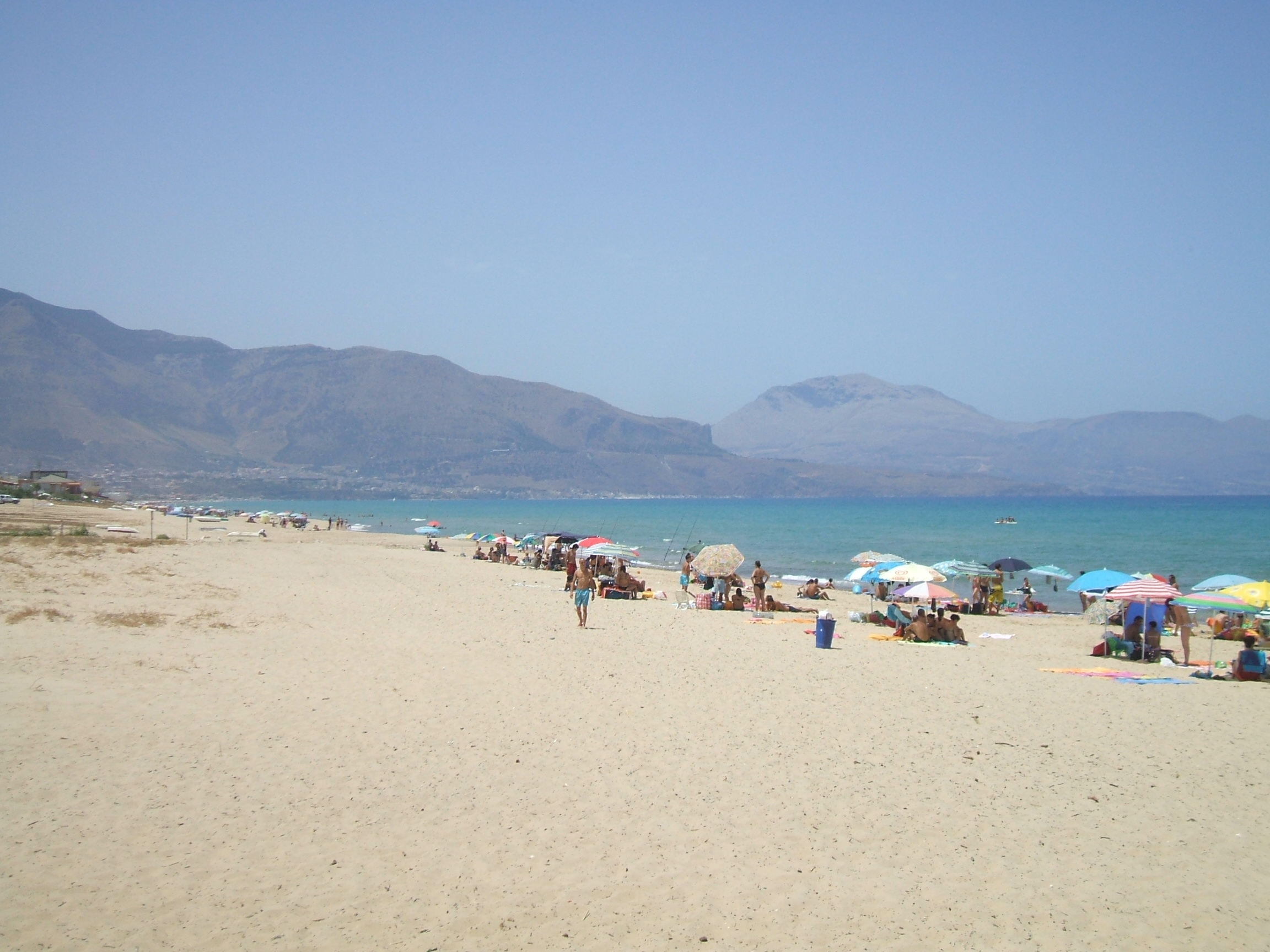
Strand von Alcamo Marina
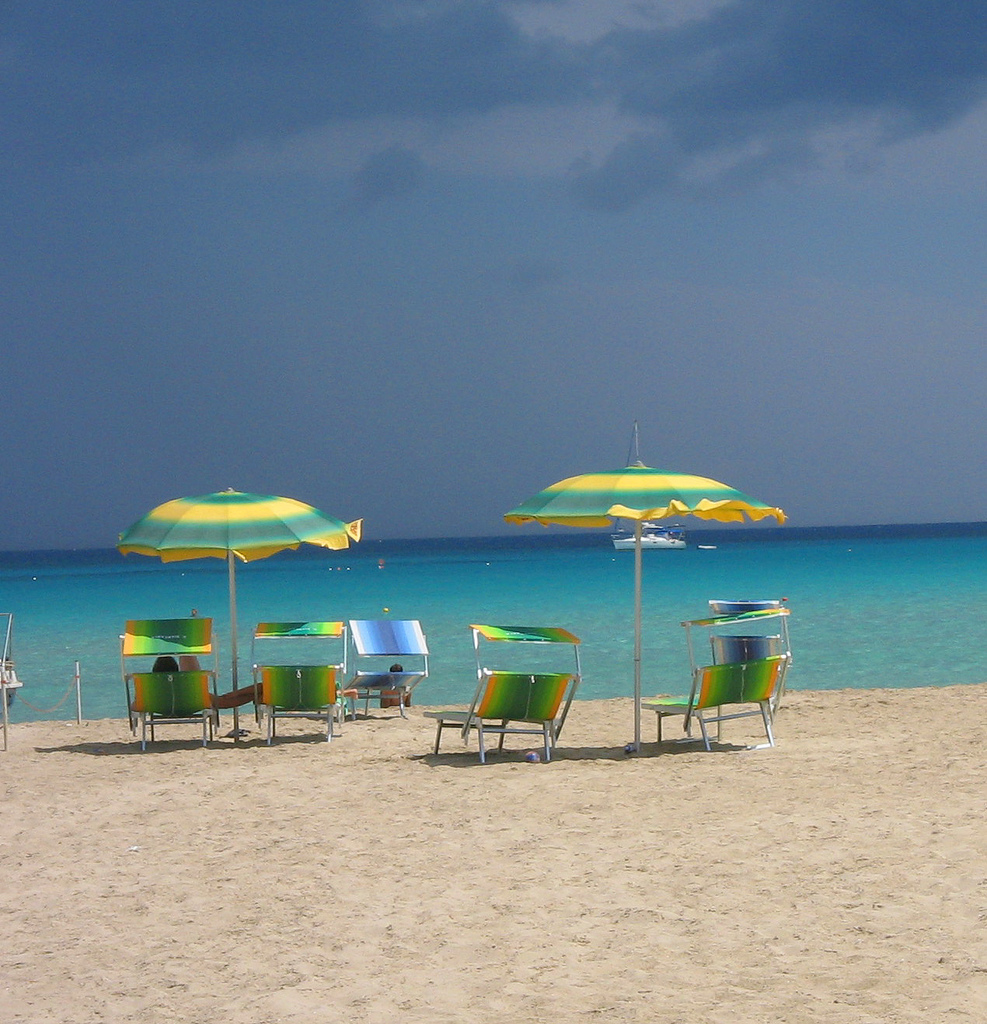
Strand von San Vito lo Capo